# Tylda Ciołkosz
Tylda Ciołkosz (właśc. Matylda Ciołkosz, ur. 18 czerwca 1980 w Zabrzu) – polska religioznawczyni, skrzypaczka, wokalistka, kompozytorka, autorka tekstów. Liderka zespołu CashMERE, członkini grup Gargantua, niegdyś również Van (do 2008) i Hammer. Autorka solowego projektu Pan Oshima.
Gościnnie współpracowała z zespołami Dust Blow, Śmiałek oraz Quidam.
Religioznawczyni związana z Uniwersytetem Jagiellońskim. W 2019 obroniła doktorat na Wydziale Filozoficznym w dziedzinie nauk humanistycznych, dyscyplinie nauki o kulturze i religii na podstawie napisanej pod kierunkiem Małgorzaty Sachy pracy Jak āsana daje do myślenia: doświadczenie kinestetyczne w praktyce jogi spadkobierców Krishnamacharyi i jego wpływy na formowanie koncepcji filozoficzno-religijnych. Nauczycielka jogi.

## Dyskografia
- CashMERE – Cash-Romantic Music Machine (2006)
- Gargantua – Kotegarda (2007)[4]
- Pan Oshima – Idiota (2014)[5]

Gościnnie
- Dust Blow – Escape From The Landscape (2007)
- Quidam – Strong Together (2010)[6]
- Śmiałek – Żony EP (2010)
- Hipgnosis – reedycja Sky Is the Limit, utwór Ummadellic (2012)

Muzyka filmowa
- "Mr.F", reż. Szymon Łukasik, 2008
- "Kaszel Umarlaka", reż. Krzysztof Borówka, 2009 (z Karolem Śmiałkiem)